# ANBO II
L'ANBO II est un avion militaire de l'entre-deux-guerres, conçu en Lituanie en 1927 par Antanas Gustaitis et fabriqué par la Karo Aviacijos Tiekimo Skyrius.